# Parapsyche acuta
Parapsyche acuta är en nattsländeart som beskrevs av Schmid 1964. Parapsyche acuta ingår i släktet Parapsyche och familjen ryssjenattsländor. Inga underarter finns listade i Catalogue of Life.